# Zino Davidoff
Zino Davidoff (11. března 1906, Kyjev, Ruské impérium – 14. ledna 1994, Ženeva, Švýcarsko) byl švýcarský obchodník s tabákem, zakladatel světoznámé značky cigaret Davidoff.
Zino Davidoff se narodil v rodině obchodníka Hillela Davidova. Pro svůj židovský původ však byla rodina z Ruska vyhnána a usadila se ve švýcarské Ženevě. Zde se Zino Davidoff věnoval rodinnému obchodu. Ve dvaceti letech byl otcem vyslán do latinské Ameriky, kde získal cenné zkušenosti převážně v oblasti výroby kubánských doutníků.